# José Dantas de Souza Leite
José Dantas de Souza Leite (Sergipe, 1859 – Rio de Janeiro, 1 de junho de 1925) foi um médico brasileiro.
Doutorado em medicina pela Faculdade de Medicina da Bahia em 1880. Dez anos depois de sua graduação, em 1890, diplomou-se mais uma vez em medicina, na Faculté de Médecine de Paris, trabalhando no serviço do Prof. Jean-Martin Charcot, defendendo a tese “De l’acromegalie. Maladie de Pierre Marie”. Foi eleito membro da Academia Nacional de Medicina em 1901, com o número acadêmico 218, na presidência de Nuno Ferreira de Andrade.
A Sociedade Brasileira de Endocrinologia e Metabologia concede o Prêmio José Dantas de Souza Leite.